# Archidiocèse de Popayán
L'archidiocèse de Popayán (en latin : archidioecesis Popayanensis ; en espagnol : arquidiócesis de Popayán) est un archidiocèse métropolitain de l'Église catholique en Colombie.

## Territoire

Il comprend 36 municipalités du département de Cauca : Almaguer, Argelia, Balboa, Bolívar, Buenos Aires, Cajibío, Caldono, Caloto, Corinto, El Tambo, Florencia, Guachené, Jambaló, La Sierra, La Vega, Mercaderes, Miranda, Morales, Padilla, Patía, Piendamó, Popayán, Puracé, Puerto Tejada, Rosas, San Sebastián, Santander de Quilichao, Santa Rosa, Silvia, Sotará, Suárez, Sucre, Timbío, Toribío, Totoró et Villa Rica.
Il possède un territoire d'une superficie de 17 308 km2 divisé en 92 paroisses. Le siège archiépiscopal est dans la ville de Popayán où se trouve la cathédrale-basilique Notre-Dame-de-l'Assomption (es) qui conserve la statue de Notre-Dame de l'Assomption, patronne de l'archidiocèse.

## Histoire
Le diocèse de Popayán est érigé le 22 août 1546 par la bulle Super specula militantis Ecclesiae du pape Paul III en prenant une partie du territoire du diocèse de Panamá (aujourd'hui archidiocèse de Panama),. C'est le troisième diocèse créé en terre colombienne après celui de Santa Marta et de Carthagène des Indes.
À l'origine suffragant de l'archidiocèse de Lima, il intègre la province ecclésiastique de l'archidiocèse de Santafé de Nouvelle-Grenade (aujourd'hui archidiocèse de Bogota) le 20 mars 1564.
Il cède une portion de son territoire le 28 mai 1803 pour l'érection du diocèse de Maynas (aujourd'hui diocèse de Chachapoyas)puis le 31 août 1804 pour l'établissement du diocèse d'Antioquia (aujourd'hui archidiocèse de Santa Fe de Antioquia).
Le 22 septembre 1835, il acquiert quelques paroisses données par le diocèse de Quito (aujourd'hui archidiocèse de Quito) en vertu de la bulle Solicitudo omnium ecclesiarum du pape Grégoire XVI.
Il cède d'autres portions de son territoire pour l'érection de nouveaux diocèses : le 10 avril 1859 pour la création du diocèse de Pasto, le 30 août 1894 pour le diocèse de Tolimaet le 11 avril 1900 pour l'établissement du diocèse de Manizales (aujourd'hui archidiocèse de Manizales). À l'inverse, Popayán récupère le 20 mai 1900 une partie du territoire du diocèse supprimé de Tolima.
Il est élevé au rang d'archidiocèse métropolitain le 20 juin 1900 par le décret In votis de la congrégation pour les évêques avec les diocèses de Garzón, Ibagué (aujourd'hui archidiocèse d'Ibagué), Pasto et Manizales pour suffragants.
Au cours du XXe siècle, il cède encore des parties de son territoire à plusieurs reprises pour l'érection de nouvelles circonscriptions ecclésiastiques : le 7 juillet 1910 pour le diocèse de Cali (aujourd'hui archidiocèse de Cali), le 13 mai 1921 pour la préfecture apostolique de Tierradentro (aujourd'hui vicariat apostolique de Tierradentro)et le 17 décembre 1952 pour le diocèse de Palmira. Il redonne aussi du territoire le 23 septembre 1964 pour l'agrandissement du diocèse de Pasto.

## Évêques et archevêques
- Liste des évêques et archevêques de Popayán